# Венґерське (Великопольське воєводство)
Венґерське (пол. Węgierskie, нім. Wengersheim) — село в Польщі, у гміні Костшин Познанського повіту Великопольського воєводства.
Населення — 381 особа (2011).
У 1975-1998 роках село належало до Познанського воєводства.

## Демографія
Демографічна структура станом на 31 березня 2011 року:
|          | Загалом | Допрацездатний вік | Працездатний вік | Постпрацездатний вік |
| -------- | ------- | ------------------ | ---------------- | -------------------- |
| Чоловіки | 176     | 42                 | 123              | 11                   |
| Жінки    | 205     | 46                 | 133              | 26                   |
| Разом    | 381     | 88                 | 256              | 37                   |